# Волков, Николай Николаевич (директор завода)
Никола́й Никола́евич Во́лков — советский государственный деятель, организатор оборонной промышленности и приборостроения, лауреат Ленинской премии (1961).

## Биография
Родился в 1908 году в Витебске. Трудовую деятельность начал в паровозном депо г. Орёл учеником слесаря и слесарем.
Окончил рабфак (1931), в 1935 — Калининский пединститут, в 1939 — Московскую промакадемию им. Кагановича.
Трудовая деятельность:
- В 1931—1933 директор Калининского машиностроительного техникума.
- 1939—1946 в отделе оборонной промышленности ЦК ВКП(б), зав. сектором разработки, производства и снаряжения реактивных снарядов.
- 1946—1949 зам. министра машиностроения и приборостроения СССР.
- 1949—1953 директор Кунцевского завода им. КИМ.
- с декабря 1953 по март 1969 г. директор 2-го Московского часового завода.

В период его руководства в 1966 году завод был награждён орденом Трудового Красного Знамени — за освоение новых видов продукции в дополнение к выпускаемой и совершенствование технологии производства, а также ввод в действие механосборочного комплекса.
Лауреат Ленинской премии (1961) — за создание и внедрение автоматизированного оборудования для производства часов.
За выполнение спецзаданий в период Великой Отечественной войны награждён орденами Трудового Красного Знамени (24.11.1942), Красной Звезды (29.03.1944), Отечественной войны I степени (18.11.1944), а в 1966 году — орденом Ленина. 